# AN/TPQ-36 파이어파인더

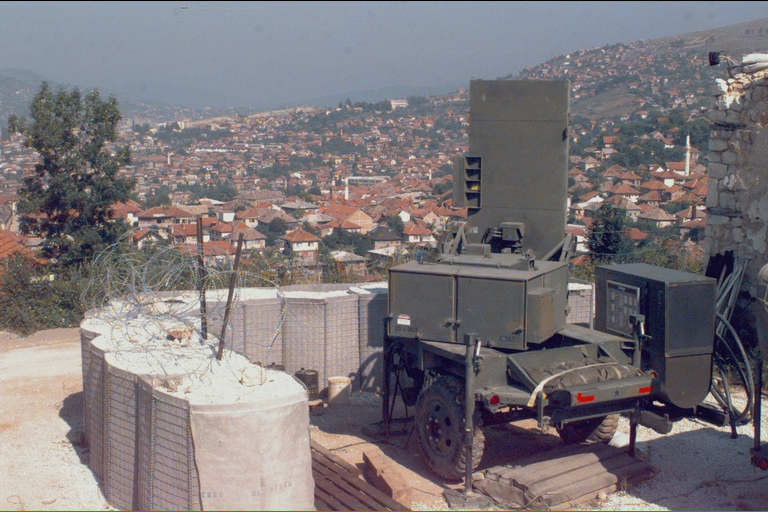
AN/TPQ-36 Firefinder Radar

AN/TPQ-36 파이어파인더(AN/TPQ-36 Firefinder)는 미국 휴즈(후에 레이시온)에서 제작한 이동식 레이다 시스템이다. 날라오는 포탄을 역추적하여 적 포병의 위치를 알아내는 레이다이다.
여단(Brigade)급 장비이며, 미육군과 미해병대의 상위 계급에서 사용한다.
레이다는 보통 험비에 의해 견인된다.

## 작동
AN/TPQ-36은 작전중에 움직이지 않는다. 즉, 기계식이 아닌 전자식 레이다이다. 레이다는 90도 각도의 영역을 스캔하여 다가오는 로켓, 대포, 또는 박격포 사격을 탐지한다. 다가오는 포탄을 탐지할 때까지, 시스템은 추적 절차에 들어가기 전에 여러 가지 탐지물체를 분류하며, 새로운 타겟을 계속 찾는다. 발사된 포탄이나 로켓은 최고점에 도달하기 전인 최초의 발사 궤도만 레이다로 추적한다. 컴퓨터 프로그램은 추적 데이터를 분석하고 그 발사장소를 역추적 계산한다.

## AN/TPQ-37 레이다와 차이
AN/TPQ-36 레이다는 소형, 경량이며 대 박격포 레이다인 반면에, AN/TPQ-37 레이다는 대 포병 레이다이며, 더 크고 가격도 비싸다.

## SAM 시스템에의 사용
노르웨이의 SAM 시스템인 NASAMS(NORWEGIAN ADVANCED SAM SYSTEM)에는 지상발사형 암람 미사일이 지대공 미사일(SAM)로 사용되며, TPQ-36A 레이다를 사용한다.

## 제식번호
JETDS{Joint Electronics Type Designation System 통합 전자제품 유형 명명 체계)에 따르면 AN/TPQ-36은 다음과 같은 의미를 가진다:
- "AN/" indicating a system nomenclature derived from the JTEDS
- "T"는 'transportable', 즉 수송이나 이동이 가능하다는 것을 말한다. (반면에 'V'는 vehicle-mounted, 즉 차량 장착형을 말한다)
- "P"는 레이다를 의미한다
- "Q"는 특별한 목적의 레이다를 말한다. 여기서는 대포병 임무를 말한다.
- "36" 은 일련번호다

## 제원
- 주요기능: 이동식 레이다
- 생산자: 휴즈 항공사Manufacturer: Hughes Aircraft Company
- 길이:
  - Shelter: 106 inches (269 centimeters)
  - 안테나/송수신기: 181.1 inches (459 centimeters)
- 폭:
  - Shelter: 82.7 inches (210.06 centimeters)
  - 안테나/송수신기: 82.7 inches (210.06 centimeters)
- 높이:
  - Shelter: 70.9 inches (180.09 centimeters)
  - 안테나/송수신기:
    - 작전중: 145.7 inches (370 centimeters)
    - 이동중: 82.7 inches (210 centimeters)
- 무게:
  - Shelter: 2,400 pounds (1089.6 kilograms)
  - 안테나/송수신기: 3,200 pounds (1452.8 kilograms)
- 주전원: 115/200 VAC, three-phase, four-wire, 400 Hz, 10kw
- 지원 장비: 2대의 M923 5톤 트럭, 2대의 10kw 발전기
- 승무원: 9 명의 병사
- 소개: 1985년 1월
- 단가: $1,548,500
- 미해병대 보유량: 22대

## 같이 보기
- AN/TPQ-37 레이다

### 이미지 링크
- army-technology.com 보관됨 2006-08-24 - 웨이백 머신